# Bosch: Legacy
Bosch: Legacy är en amerikansk kriminal- och dramaserie från 2022. Serien är skapad av Tom Bernardo, Michael Connelly och Eric Ellis Overmyer efter en roman skriven av Connelly. Första säsongen bestod av 10 avsnitt och hade premiär den 6 maj 2022. Den andra säsongen hade premiär den 20 oktober 2023.

## Handling
Serien kretsar kring Harry Bosch, som tidigare arbetat som mordutredare men numera sadlat om till att bli privatdetektiv.

## Rollista i urval
- Titus Welliver - Hieronymus "Harry" Bosch
- Mimi Rogers - Honey "Money" Chandler
- Madison Lintz - Madeline "Maddie" Bosch
- Stephen Chang - Maurice "Mo" Bassi
- Anthony Gonzales - Rico Perez
- Phil Morris - John Creighton
- William Devane - Whitney Vance
- Andrew Korba - Philip Corwin
- Kate Burton - Ida Porter